# Pilot (The Office)
«Pilot» (en español «Piloto») es el primer episodio de la primera temporada de la serie de televisión estadounidense de comedia The Office, y el primer episodio de la serie en general. El episodio se estrenó en Estados Unidos en la cadena NBC el 24 de marzo de 2005. La adaptación para televisión del episodio fue adaptado por Greg Daniels del guion original del primer episodio de la versión británica escrita por Ricky Gervais y Stephen Merchant. El episodio fue dirigido por Ken Kwapis.
En este episodio, un equipo documental llega a las oficinas de Scranton, Pensilvania de Dunder Mifflin para observar a los empleados y aprender acerca de la administración moderna. El jefe Michael Scott (Steve Carell) intenta afrontar positivamente una posible reducción de la empresa. La oficina también tiene al nuevo empleado Ryan Howard (B.J. Novak) como trabajador temporal, mientras que Jim Halpert (John Krasinski) le hace bromas al antagonista Dwight Schrute (Rainn Wilson).
El episodio fue primariamente adaptado del primero de la serie británica, aunque fue parcialmente reescrito en un intento de «americanizar» la nueva serie. Aunque el episodio fue un éxito en audiencia, recibiendo un 5.0/13 en Nielsen ratings entre personas de 18 a 49 años, y obteniendo 11.2 millones de espectadores en general, el episodio recibió críticas mixtas, ya que muchos criticaron el hecho que este episodio fue una completa copia del original.

## Argumento
El episodio presenta a Michael Scott (Steve Carrell), el gerente regional de Dunder Mifflin, una empresa de producción de papel que en este momento está bajo amenazas de reducción de personal. La vicepresidenta de Ventas del Noroeste, Jan Levinson-Gould (Melora Hardin), es quien le da las noticias a Michael. Tanto a ella como a los demás empleados les molesta el comportamiento inmaduro de Michael. 
En el piloto también se presentan algunos otros trabajadores de la oficina, como Dwight Schrute (Rainn Wilson), un vendedor socialmente torpe; Jim Halpert (John Krasinski), otro vendedor a quien le gusta gastarle bromas a Dwight; Pam Beesly (Jenna Fischer), la recepcionista que parece gustarle a Jim; y Ryan Howard (B. J. Novak), un trabajador temporal. 

## Producción
The Office se estrenó con «Pilot» en marzo de 2005. El episodio es una adaptación directa del de la versión británica. Daniels, uno de los guionistas, decidió hacerlo así porque «empezar desde cero hubiera sido demasiado arriesgado», ya que la serie en sí ya es una adaptación. Aunque el episodio estuvo primariamente adaptado del primero de la serie británica, fue parcialmente reescrito en un intento de «americanizarlo». Bromas como la de poner la grapadora de Dwight en gelatina fueron copiadas textualmente de la original, mientras que otras fueron ligeramente cambiadas. Aunque se regrabara más tarde, una escena donde Jim engancha lápices en el borde de su escritorio se grabó originalmente como una escena paralela a la versión británica, en la que el personaje equivalente a Jim, Tim Canterbur, apila cajas de cartón en frente de Gareth Keenan para evitar que su compañero le viera a él. El edificio que muestran con tomas grabadas desde fuera es diferente al muestran en las siguientes temporadas. Sin embargo, la oficina por dentro se mantiene igual durante toda la serie. «Pilot» fue grabado casi seis meses antes del inicio de grabación del segundo episodio de la temporada, «Diversity Day». The Office no usó risas enlatadas en el piloto, para conseguir que el humor «absurdo» destacara más.

### Reparto

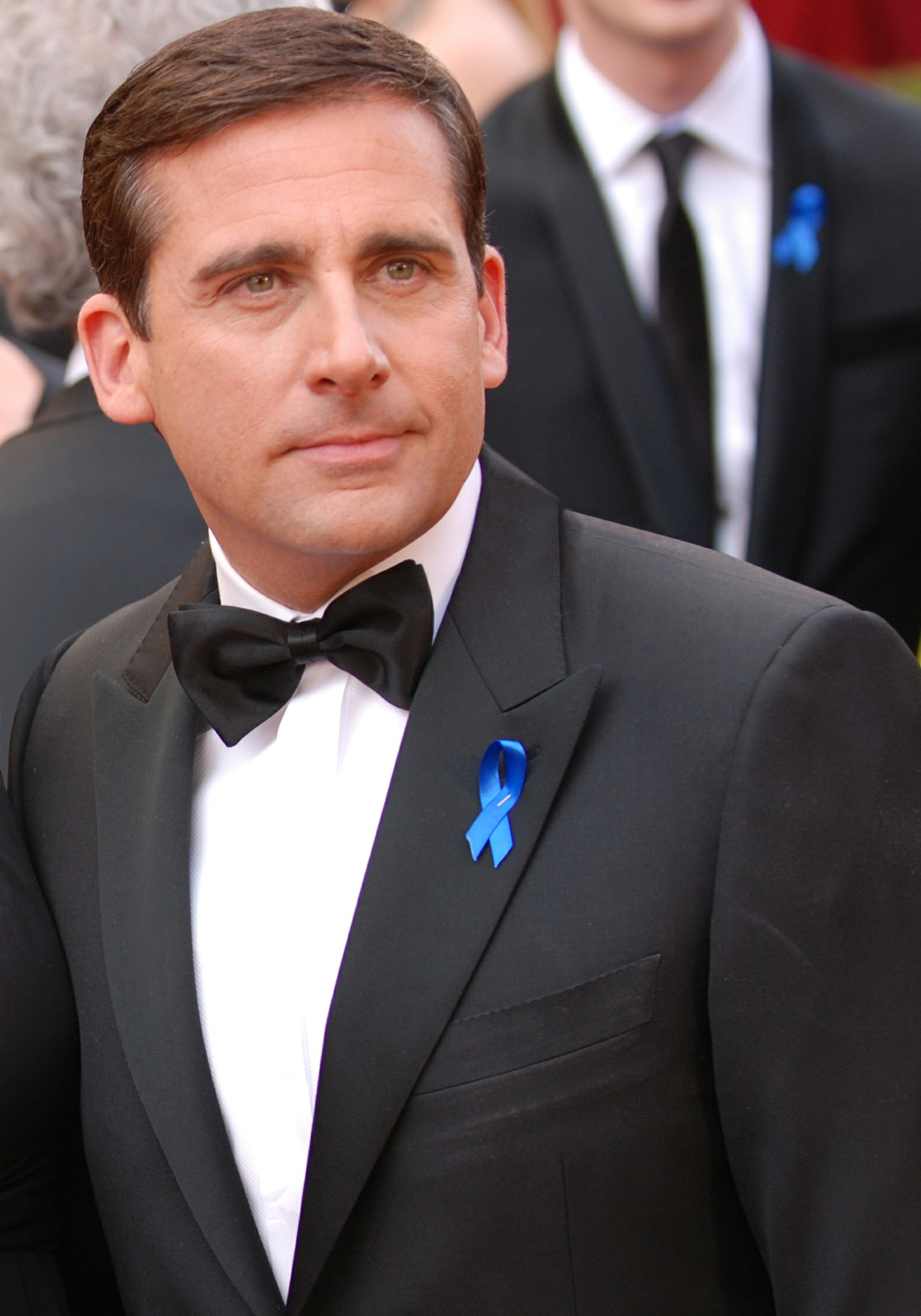
Steve Carell hace el papel de Michael Scott en la versión americana de The Office

El programador de la NBC Kevin Reilly originalmente le sugirió al productor Ben Silverman que Paul Giamatti hiciera de Michael Scott, pero el actor lo rechazó. También se dijo que Martin Short, Hank Azaria y Bob Odenkirk estaban interesados.En enero de 2004, Variety puiblicó que Steve Carrell, del famoso programa de Comedy Central, The Daily Show with Jon Stewart, estaba negociando hacer el papel. En esos tiempos, él ya se había comprometido con otra serie de la NBC, Come to Papa, pero esa fue rápidamente cancelada, por lo que finalmente pudo trabajar en The Office.
Más tarde, Carrell dijo que sólo había visto la mitad del episodio original de la versión británica antes de que hiciera la audición. No continuó viéndolo por miedo a copiar las caracterizaciones de Ricky Gervais. Rainn Wilson, que fue elegido para hacer del personaje sicofante hambriento de poder Dwight Schrute, sí que vio cada episodio de la serie antes de hacer la audición. Wilson dijo que originalmente había hecho la audición para ser Michael, una actuación que describió como una «terrible imitación de Ricky Gervais»; sin embargo, a los directores de la audición les gustó como Dwight mucho más, así que lo contrataron para que hiciera el papel.
John Krasinski y Jenna Fischer no se conocían antes de ser escogidos para hacer sus papeles respectivos de Jim y Pam, el interés amoroso central. Krasinski había estudiado y era amigo de B. J. Novak. Krasinski recuerda haber insultado accidentalmente a Greg Daniels mientras esperaba para hacer la audición, diciéndole «Espero [que los realizadores de la serie] no metan la pata». Daniels después se presentó y le dijo a Krasinski quién era. Fischer se preparó la audición intentando parecer lo más aburrida posible, recreando el mismo peinado que la Pam original. En una entrevista de NPR, Fresh Air, Fischer contó que en los últimos momentos del proceso de audiciones de Pam y Jim, los productores hicieron parejas de posibles Pams y Jims (cuatro de cada) juntos para valorar la química entre los actores. Cuando Fischer acabó su escena con Krasinski, él le dijo que ella era su Pam favorita, a lo que ella le respondió que él también era su Jim favorito. Muchos actores que originalmente salieron como extras en el piloto se acabaron convirtiendo en miembros de reparto de apoyo en los siguientes episodios, y las dos mujeres que llevaban jerséis azules en el final de la sala de conferencias eran contables reales que trabajaban en la producción de la serie. Otros actores secundarios, visibles en la sala de conferencias, en cambio, no volvieron a aparecer en las siguientes temporadas, y fueron sustituidos por otros, como Angela Kinsky, Kate Flannery o Creed Bratton. 

## Recepción

### Audiencia
«Pilot» se estrenó en la NBC el 24 de marzo de 2005. El episodio recibió un 5.0/13 en Nielsen ratings entre personas entre las edades de 18 a 49 años, lo que quiere decir que el 5% de las personas entre las edades de 18 a 49 años vieron el episodio. El episodio recibió 11,2 millones de espectadores en total. «Pilot» se clasificó como el programa número uno entre la demografía 18-49, desbancando los cinco competidores de la cadena. Además, el episodio fue la tercera serie más vista esa tarde. Con más de 11 millones de espectadores, es el segundo episodio más visto de la serie, después del quinto episodio «Stress Relief», que consiguió 22,9 millones.

### Crítica
«Pilot» recibió críticas mixtas tras el estreno.
Muchas fuentes lo juzgaron diciendo que era otra reencarnación americana de una serie británica. Un crítico del Deseret Morning News dijo «Quizás, en cuanto The Office muera en la NBC, la cadena decidirá que intentar americanizar series de televisión británicas no es tan buena idea». El New York Daily News dijo que la serie no fue «ni atrevida ni graciosa», añadiendo que «la versión de la NBC está tan diluida que no queda nada más que agua fangosa». Los Angeles Times se quejó de que Steve Carell, que hace de Scott y también apareció en El reportero, era «demasiado de dibujo animado» y dijo: «lo que se ha perdido en la adaptación es la tristeza de los personajes».
Erik Adams de The A.V. Club le dio al episodio una puntuación de un suficiente y dijo que esta era una versión deslucida de la original. Destacó que «el peor defecto del episodio—aunque podría haber sido una condición en el acuerdo de licencia firmado por Gervais y Merchant—es la similitud a la versión del Reino Unido» y que «este episodio es flojo en comparación» al original británico. Sin embargo, a Adams le gustó el personaje de Pam, diciendo que «ella también es la encarnación de un cierto tono sin glamour, que estos primeros episodios vendían bien, antes de que las temporadas subsiguientes los abandonaran junto con las concesiones más obvias al concepto de ‘documental del lugar de trabajo’».
Aunque muchos consideraron el primer episodio como fracaso, algunos medios elogiaron la nueva serie. Mientras decían que la serie avanzaba «lenta y dolorosamente», el Boston Globe dijo que «es divertido». En relación con los anteriores programas fallidos adaptados de series británicas, el Pittsburgh Post-Gazette declaró que «A pesar de haber arruinado el remake americano de Britcom Coupling, la NBC se esfuerza bastante en su versión de The Office al duplicar el espíritu del original mientras le inyecta una sensibilidad americana».